# Geophis maculiferus
Geophis maculiferus (мічоаканська земляна змія) — вид змій родини полозових (Colubridae). Ендемік Мексики.

## Поширення і екологія
Мічоаканські земляні змії відомі з типової місцевості, розташованої на крайньому сході мексиканського штату Мічоакан, на висоті 1630 м над рівнем моря. Вони живуть в перехідній зоні між сосново-дубовими лісами і широколистяними тропічними лісами.